# Synnematomyces
Synnematomyces is een monotypisch geslacht in de orde Agaricales. De familie is nog niet zeker (Incertae sedis). Het geslacht bestaat alleen uit de soort Synnematomyces capitatus.